# براندنبورغ آن در هافل
براندنبورغ  آن در هافل (بالألمانية: Brandenburg an der Havel)، هي مدينة في براندنبورغ، ألمانيا، كانت بمثابة عاصمة مرغريفية براندنبورغ حتى تم استبدالها ببرلين في عام 1417.
يبلغ عدد سكانها 72,040 نسمة (تقديرات عام 2020)، وتقع على ضفاف نهر هافل. أعطيت مدينة براندنبورغ أسمها لأسقفية براندنبورغ في العصور الوسطى، ولمرغريفية براندنبورغ وولاية براندنبورغ الحالية. وهي اليوم مدينة صغيرة مقارنة ببرلين المجاورة ولكنها كانت النواة الأصلية للممالك السابقة لبراندنبورغ وبروسيا.

## المدن التوأمة
مدن إيفري سور سين، كايسرسلاوترن و مغنيتاغورسك هي مدن توأمة لـبرندنبورغ آن در هاول.

## أعلام
- يوزف مولر
- كورت فون شلايشر
- ماكس جوسيف ميتزجر
- كريستيان كونراد سبرينجيل
- كيليان كيرشهوف
- بريجيت فيشر
- باول هاوسيه
- شتيفن فرويند